# Air (gruppo musicale)
Gli Air sono un duo musicale francese di musica elettronica nato nel 1995 a Versailles. Il duo è composto da Nicolas Godin e Jean-Benoît Dunckel.

## Storia
Jean-Benoît Dunckel, professore di matematica, studiava musica classica al conservatorio di Parigi e per hobby suonava in un gruppo di matrice pop chiamata Orange, insieme all'amico Alex Gopher. Proprio Gopher lo mette in contatto con Nicolas Godin, neolaureato in architettura, appassionato di musica elettronica. Nascono così, nel 1995, gli Air.

### Stile
I due differenti stili dei due componenti del gruppo (musica classica ed elettronica) confluiscono creando una musica sui generis, che verrà definita da alcuni critici con un termine coniato appositamente per loro: "easytronica". Anche se la loro musica è spesso attribuita all'elettronica o al trip hop, il loro genere sembra richiamare maggiormente i suoni sintetici degli anni sessanta e settanta, come quelli di Jean-Michel Jarre e Vangelis, ma anche di compositori quali Ennio Morricone.
Altre influenze più vicine alla house e alla techno, possono essere fatte risalire a gruppi di rock psichedelico, come i Pink Floyd e i Tangerine Dream, afferenti al krautrock, ma nella loro produzione ci sono anche accenni di disco music. Un'ulteriore influenza è quella del filone melodico e sperimentatore più tipico degli chansonniers francesi quali, tra gli altri, Serge Gainsbourg. La musica degli Air presenta anche inflessioni jazz da cui attingono per stimolare la loro capacità di improvvisazione, ben visibile sui palchi dei loro live.

### Esordi
Nel 1996 pubblicano il primo singolo, Modular Mix, seguito da Casanova 70 e Le Soleil Est Prés De Moi. Si tratta di canzoni raffinate e divertenti che vengono inserite nell'EP Premiers Symptômes. Il gruppo incomincia così a farsi notare e viene contattato dai Depeche Mode e da Neneh Cherry, che li reclutano per remixare dei loro brani. Inoltre vengono contattati anche da Jean-Jacques Perrey, esponente di spicco della cosiddetta musica concreta.
L'anno della svolta è il 1998: il gruppo pubblica l'album d'esordio Moon Safari in gennaio. A questo disco collaborano la cantante statunitense Beth Hirsch (voce in All I Need e You Make It Easy) e i musicisti di Beck. A farla da padrone in questo lavoro sono i sintetizzatori analogici, gli archi (registrati presso gli Abbey Road Studios) e le chitarre acustiche, e tutto ciò fornisce un connubio perfetto tra trip hop, chill out e musica psichedelica.
Due singoli sono estratti dall'album, Kelly Watch The Stars (omaggio a Kelly Garrett delle Charlie's Angels) e Sexy Boy. Per entrambi i singoli, che avranno un grande successo in America e in Europa, vengono pubblicati dei videoclip diretti da Mike Mills, che è anche l'autore della copertina del disco. Oltre a rendere gli Air noti a livello internazionale, Moon Safari ricevette giudizi molto positivi da parte della critica. Considerato "una proposta musicale di grande maturità", è stato inserito in un libro dedicato ai "500 dischi fondamentali della storia del rock". Per quanto riguarda le vendite, Moon Safari venderà oltre un milione di copie in pochi mesi. Conquista la Victoire de la Musique come "album tecno/dance dell'anno". A suggellare la fama ormai raggiunta, nel 1999 viene ristampato Premiers Symptômes con l'aggiunta di due tracce.

### Colonna sonora e nuovo disco
Nel 1999 il duo viene contattato dalla regista Sofia Coppola, ai tempi astro nascente di Hollywood, e compone la colonna sonora del suo primo lungometraggio, Il giardino delle vergini suicide, tratto dal romanzo di Jeffrey Eugenides. L'album The Virgin Suicides verrà definito dalla band come The Dark Side of Moon Safari, citando sia il loro precedente album che il capolavoro dei Pink Floyd The Dark Side of the Moon, a cui evidentemente si sono ispirati. In questo lavoro Godin e Dunckel si circondano di una gamma di strumenti molto ricca a cui aggiungono basso e batteria, con quest'ultima suonata da Brian Reitzell.
Dopo aver contribuito al successo di Sofia Coppola, il duo francese pubblica 10000 Hz Legend nel 2001. Questo lavoro, registrato a Los Angeles, vede il gruppo accostarsi alla musica sperimentale. L'album verrà definito da Godin come "una lettera d'amore alle nostre macchine: devi amarle per sapere davvero come usarle nel modo giusto". In questo disco collabora Beck nel brano The Vagabond.
Il gruppo, a seguito della pubblicazione dell'album, viene ingaggiato dallo scrittore Alessandro Baricco per musicare alcuni brani del libro City. Ne viene fuori un CD intitolato City Reading e pubblicato nel 2003, in cui la musica degli Air accompagna la narrazione.

### Talkie Walkie
Il nuovo album del gruppo viene registrato tra Parigi e Los Angeles, viene intitolato Talkie Walkie e pubblicato nel gennaio 2004. Importanti sono le collaborazioni di cui si avvalgono gli Air per questo disco: alla produzione c'è Nigel Godrich (già al lavoro con Radiohead e Beck), mentre per gli arrangiamenti orchestrali si affidano a Michel Colombier, musicista che aveva lavorato con Serge Gainsbourg. Il singolo Cherry Blossom Girl viene accompagnato da un videoclip dedicato alla pornostar americana Tracy Lords. La traccia Mike Mills è dedicata proprio a Mike Mills, regista newyorkese che aveva diretto dei video per gli Air. Il brano Alone in Kyoto fa parte della colonna sonora del secondo film di Sofia Coppola Lost in Translation - L'amore tradotto.
Successivamente Jean-Benoit Dunckel si dedica ad una divagazione da solista con il soprannome Darkel. Ritrova il sodale con Godin per comporre e produrre il disco 5:55 di Charlotte Gainsbourg.
Nel 2006 il duo viene contattato per partecipare al progetto LateNightTales, stilando una compilation da amanti della musica.

### Pocket SymphonyeLove 2
Dopo tre anni di progetti paralleli, gli Air tornano nel marzo 2007 con Pocket Symphony. Il disco nasce dalla frequentazione del Giappone e viene preceduto dalla pubblicazione del singolo Once Upon a Time, in cui si vedono appunto numerosi strumenti musicali giapponesi. Nel brano One Hell of a Party collabora Jarvis Cocker, ex componente dei Pulp, mentre in Somewhere Between Waking And Sleeping presta le sue capacità Neil Hannon, leader della band baroque pop The Divine Comedy.
Nell'ottobre 2009 viene pubblicato il quinto album, intitolato Love 2. Il disco è autoprodotto e registrato nel loro Atlas Studio di Parigi con un gran dispendio di strumentazione analogica e con il supporto del batterista Joey Waronker. I singoli che promuovono l'album Do The Joy e Sing Sang Sung, così come il resto del disco, non convince a pieno la critica.

### Le voyage dans la Lune
Le Voyage dans la Lune vede la luce nel febbraio 2012. Si tratta della colonna sonora del film del francese Georges Méliès Viaggio nella Luna del 1902. Dopo che il film è stato ritrovato a colori in Spagna nel 1993 e restaurato a partire dal 1999, le due fondazioni Fondation Groupama Gan e Fondation Technicolor contattarono gli Air per scriverne la colonna sonora. Il film restaurato, e quindi anche la musica degli Air, debuttano al Festival di Cannes 2011 nel mese di maggio 2011. La colonna sonora diventa un vero e proprio album dopo un processo di amplificazione (il film dura solo 16 minuti), che vede coinvolte anche le Au Revoir Simone (in Who Am I Now?) e la cantante dei Beach House Victoria Legrand (in Seven Stars).
Nel 2015 gli Air collaborano con il musicista francese Jean-Michel Jarre contribuendo all'album Electronica: 1 The Time Machine con il brano "Close Your Eyes".

### Twentyears- la prima raccolta
A giugno del 2016 il gruppo ha pubblicato la prima raccolta Twentyears, per festeggiare vent'anni di attività. Si trattava di un doppio CD, disponibile in edizione limitata in triplo CD e doppio LP vinile.

## Tournée
Sul palco, dal vivo, gli Air usano molta della loro strumentazione di studio (come il minimoog, il Rhodes, il Korg MS-20, il piano elettrico Wurlitzer e il vocoder). La band suona i brani dei loro album in versioni estese o riarrangiate. Spesso, sia in studio che nei live, suonano insieme ad altri artisti, come hanno fatto con Beth Hirsch (in Moon Safari), Françoise Hardy (Jeanne), Jean-Jacques Perrey (Cosmic Bird), Gordon Tracks (Playground Love - dove usano il mellotron - e Easy Going Woman), Beck (10000Hz Legend) e, durante il tour 2004, con Dave Palmer e il batterista Earl Harvin.
A settembre del 2016 gli Air hanno suonato a Prato nell'ambito della rassegna Settembre // Prato è Spettacolo.

## Stile e influenze
La musica degli Air è stata usata anche in alcuni spot pubblicitari e per scopi commerciali: Surfing on a Rocket fa da colonna sonora alla pubblicità della Nissan Armada (2005), Playground Love a quella dei jeans Levi's (2002), La Femme d'Argent è il sottofondo della trasmissione radiofonica di Adrian Kennedy su FM104 di Dublino ed è usata come musica d'attesa del call center europeo di Microsoft, ed All I need utilizzata per lo spot del gruppo finanziario Unipol (2009).

## Formazione
- Nicolas Godin - sintetizzatore, chitarra, basso, voce, koto, shamisen, banjo, tamburi
- Jean-Benoît Dunckel - sintetizzatore, pianoforte, voce

## Discografia
Album in studio
- 1997 - Premiers Symptômes
- 1998 - Moon Safari
- 2001 - 10000 Hz Legend
- 2004 - Talkie Walkie
- 2007 - Pocket Symphony
- 2009 - Love 2
- 2012 - Le Voyage dans la Lune

Compilation, colonne sonore e remix
- 1999 - The Virgin Suicides (Record Makers); colonna sonora del film Il giardino delle vergini suicide
- 2002 - Everybody Hertz (Source); remix
- 2003 - City Reading (Tre storie western) (Source); accompagnamento sonoro per il progetto letterario City
- 2012 - Le Voyage dans la Lune (Astralwerks); colonna sonora del film restaurato Viaggio nella Luna
- 2014 - Music for Museum (The Vinyl Factory) colonna sonora originale su commissione de Palais des Beaux-Arts de Lille.[10]
- 2016 - Twentyears (Airchology, Parlophone) raccolta in 2 CD con 2 inediti

EP e singoli
- 1995 - Modulor Mix (Source)
- 1996 - Casanova 70 (Source)
- 1997 - Le soleil est près de moi (Source)
- 1998 - Sexy Boy (Source)
- 1998 - Kelly Watch the Stars (Source)
- 1998 - All I Need (Source)
- 1998 - Playground Love (Record Makers)
- 1999 - Premiers Symptômes (Source); EP
- 2001 - Radio #1 (Source)
- 2001 - How Does It Make You Feel? (Source)
- 2001 - People in the City (Source)
- 2002 - Don't Be Light (Source)
- 2004 - Cherry Blossom Girl (Source)
- 2004 - Surfing on a Rocket (Source)
- 2004 - Alpha Beta Gaga (Source)
- 2007 - Once Upon a Time (Source)
- 2007 - Mer du Japon (Source)
- 2009 - Do the Joy
- 2009 - Sing Sang Sung